# Blue Ridge Parkway
Blue Ridge Parkway to droga widokowa w stanach Karolina Północna i Wirginia w Stanach Zjednoczonych. Ma długość ponad 750 km i przebiega wzdłuż grani Pasma Błękitnego, będącego częścią Appalachów, pomiędzy parkami narodowymi Shenandoah oraz Great Smoky Mountains. Droga znajduje się pod zarządem National Park Service i uzyskała status drogi typowo amerykańskiej 22 września 2005 roku.